# Liste der denkmalgeschützten Objekte in Miesenbach (Niederösterreich)
Die Liste der denkmalgeschützten Objekte in Miesenbach enthält die 5 denkmalgeschützten unbeweglichen Objekte der Gemeinde Miesenbach im niederösterreichischen Bezirk Wiener Neustadt-Land.

## Denkmäler
| Foto |                 | Denkmal                                                       | Standort                                             | Beschreibung | Metadaten |
| ---- | --------------- | ------------------------------------------------------------- | ---------------------------------------------------- | --- | --- |
| ja   | Datei hochladen | Pfarrhof HERIS-ID: 30320 Objekt-ID: 27063                     | Scheuchenstein 69 Standort KG: Miesenbach            | Ein eingeschoßiger Bau mit Schopfwalmdach, der 1784 errichtet wurde. | BDA-Hist.: Q37932755 Status: § 2a Stand der BDA-Liste: 2025-06-30 Name: Pfarrhof GstNr.: .3/1 Pfarrhof, Scheuchenstein                      |
| ja   | Datei hochladen | Gauermann-Museum HERIS-ID: 30321 Objekt-ID: 27064             | Scheuchenstein 127 Standort KG: Miesenbach           | Die ehemalige Volksschule von Scheuchenstein wurde 1976 zu einem Museum umgestaltet. | BDA-Hist.: Q37932773 Status: § 2a Stand der BDA-Liste: 2025-06-30 Name: Gauermann-Museum GstNr.: 37/2 Gauermann-Museum                      |
| ja   | Datei hochladen | Kath. Pfarrkirche hl. Rupert HERIS-ID: 30319 Objekt-ID: 27062 | Scheuchenstein 68, gegenüber Standort KG: Miesenbach | Die Pfarrkirche, die dem heiligen Rupert von Salzburg geweiht ist, befindet sich in der Ortsmitte in leicht erhöhter Lage und ist vom Friedhof und einer Mauer umgeben. Im Kern ist sie romanisch, älteste Mauerteile stammen aus der Mitte des 13. Jahrhunderts (in der Langhaussüdwand), und wurde um 1770 im barocken Stil umgebaut und erweitert. | BDA-Hist.: Q37932738 Status: § 2a Stand der BDA-Liste: 2025-06-30 Name: Kath. Pfarrkirche hl. Rupert GstNr.: .1 Pfarrkirche Scheuchenstein  |
| ja   | Datei hochladen | Burgruine Scheuchenstein HERIS-ID: 30322 Objekt-ID: 27065     | Hausberg 76, bei Standort KG: Miesenbach             | Eine Burg, die 1260 urkundlich erwähnt ist und seit 1672 dem Verfall preisgegeben ist. | BDA-Hist.: Q55131923 Status: Bescheid Stand der BDA-Liste: 2025-06-30 Name: Burgruine Scheuchenstein GstNr.: 638/1 Burgruine Scheuchenstein |
| ja   | Datei hochladen | Burgruine Frohnberg HERIS-ID: 30323 Objekt-ID: 27066          | oberhalb Frohnberg 40 Standort KG: Miesenbach        | Die Burg wurde urkundlich 1197 und 1214 erwähnte und zur Zeit von Matthias Corvinus zerstört (15. Jahrhundert). Mittlerweile sind nur mehr spärliche Mauerreste erhalten. | BDA-Hist.: Q37932805 Status: Bescheid Stand der BDA-Liste: 2025-06-30 Name: Burgruine Frohnberg GstNr.: 1432 Ruine Frohnberg, Miesenbach    |